# Ernest Flagg

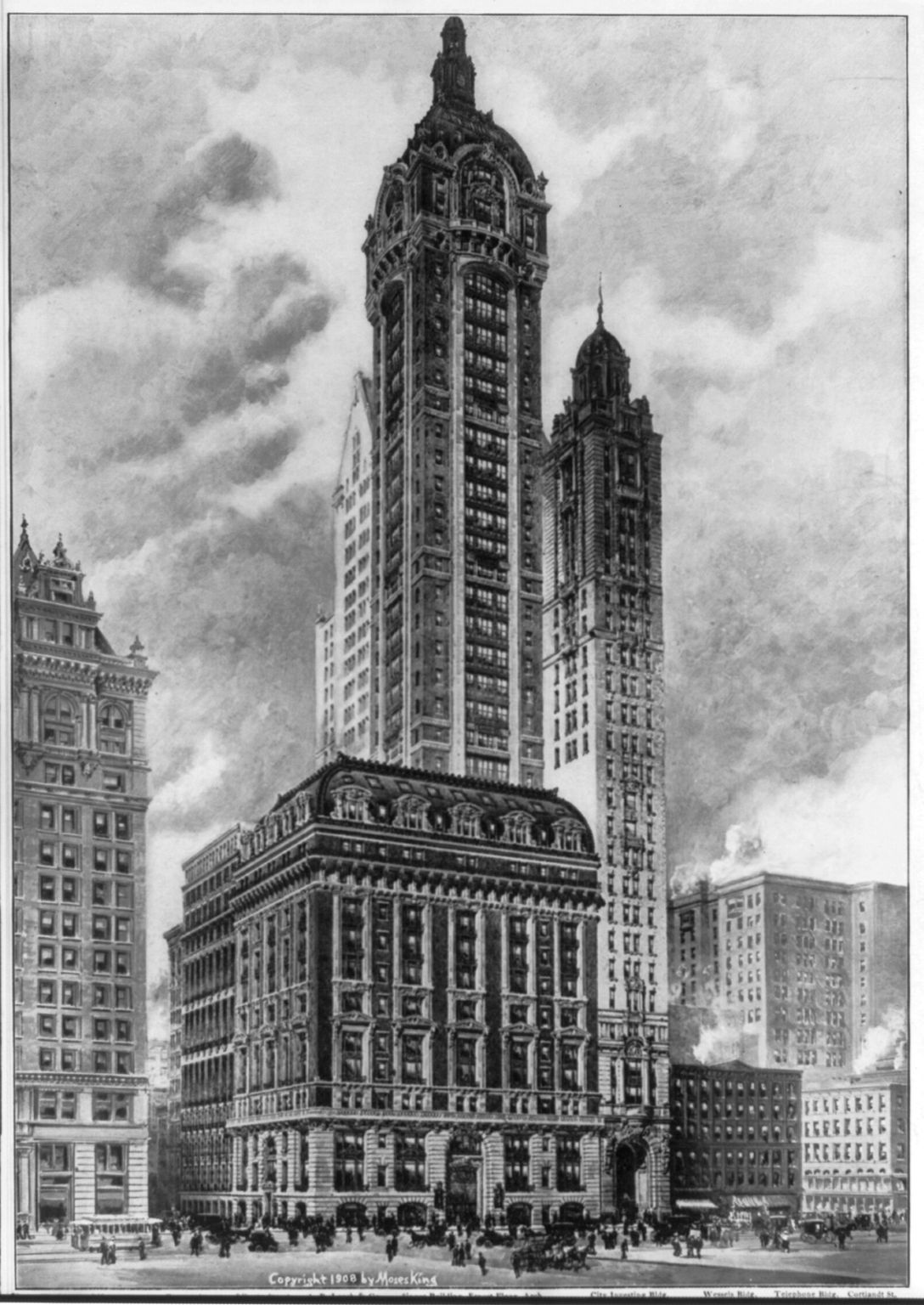
Mit 187 Metern und 47 Stockwerken war das von Ernest Flagg entworfene Singer Building für kurze Zeit, bis zur Eröffnung des Metropolitan Life Towers 1909, das höchste Gebäude der Welt.

Ernest Flagg (* 6. Februar 1857 in Brooklyn; † 10. April 1947 in New York City) war ein US-amerikanischer Architekt des Beaux-Arts-Stils.

## Leben
Flagg, Sohn des Porträtmalers Jared Bradley Flagg (1820–1899) und Neffe des Porträt- und Genremalers George Whiting Flagg, wurde im New Yorker Stadtbezirk Brooklyn geboren. Er studierte an der École des Beaux-Arts in Paris und begann im Jahre 1891, zurück in seiner Heimatstadt, mit seiner Arbeit als Architekt. Mit seinen Ideen zur Stadtplanung und zur Einschränkung der Bauwerkshöhe leistete er einen maßgeblichen Beitrag zur Entwicklung entsprechender Gesetze im zu jener Zeit schnell wachsenden New York.
Ernest Flagg war für einige Zeit Präsident der New York Society of Beaux-Arts Architects. Sein Schwager Charles Scribner II. war ein bekannter Verleger.

## Werke (Auswahl)
- Singer Building (erbaut 1906 bis 1908) in New York City, (1968 abgerissen)
- Charles Scribner’s Sons Building (erbaut 1912–1913), New York, Manhattan
- Scribner Building, (erbaut 1893), New York, Manhattan
- United States Naval Academy, (ab 1899), Annapolis, Maryland
- St. Luke’s Hospital und das Washington State Capitol in Olympia, Washington
- Corcoran Gallery of Art, Washington, D.C.
- The Towers, ein schlossartiges Landhaus in der Region Thousand Islands
- Indian Neck Hall, Anwesen von Frederick Gilbert Bourne, einstiger Präsident von Singer
- Clark-Kapelle in Pomfret (Connecticut)
- Sheldon-Bibliothek (heute Eintrittsgebäude), St. Paul’s School, Concord, New Hampshire